# Koyra Senni
Koyra Senni (auch Ost-Songhay, Koyraboro Senni oder Koroboro Senni) ist eine in Mali – dort vor allem in Gao – von ca. 400.000 Menschen (Stand 2007, Tendenz steigend) gesprochene südliche Songhai-Sprache.
Wörtlich übersetzt bedeutet „koyra-boro senn-i“ „Sprache der Stadtbewohner“ in Abgrenzung zu Nomaden (wie etwa den Tuareg) oder anderen nicht-sesshaften Ethnien.
Koyra Senni ist eine überregionale Sprache, die sich nach Westen zu den Fulbe an der malisch-nigrischen Grenze und nach Osten zu den Bozo ausgebreitet hat. Östlich von Timbuktu wird Koyra Senni relativ abrupt von Koyra Chiini (oder West-Songhay) abgelöst.

## Bibliographie
- Jeffrey Heath: Grammar of Koyraboro (Koroboro) Senni, the Songhay of Gao. Rüdiger Köppe Verlag, Köln 1999 ISBN 978-3-89645-106-4